# Ley de 25 de septiembre de 1874
La Ley de 25 de septiembre de 1874 elevó a rango constitucional las Leyes de reforma. Sebastián Lerdo de Tejada promulgó a través de un decreto, el 25 de septiembre de 1873, una serie de adiciones y reformas a la Constitución mexicana de 1857, referentes a las Leyes de Reforma que habían decretado la separación Iglesia-Estado.
A través de esta ley se finalizó el proceso de reformas que secularizaron dos actos que anteriormente se hacían frente a la iglesia el matrimonio y el juramento y se consolidaron como actos civiles, donde el Estado era el garante de su cumplimiento.

## Antecedentes
Las reformas liberales fueron encabezadas por el presidente Benito Juárez. Estas llevaron al conflicto entre conservadores y liberalesque detonó en la Guerra de Reforma. Poco tiempo después estalló la Segunda intervención francesa en México, que es una continuación del mismo conflicto.

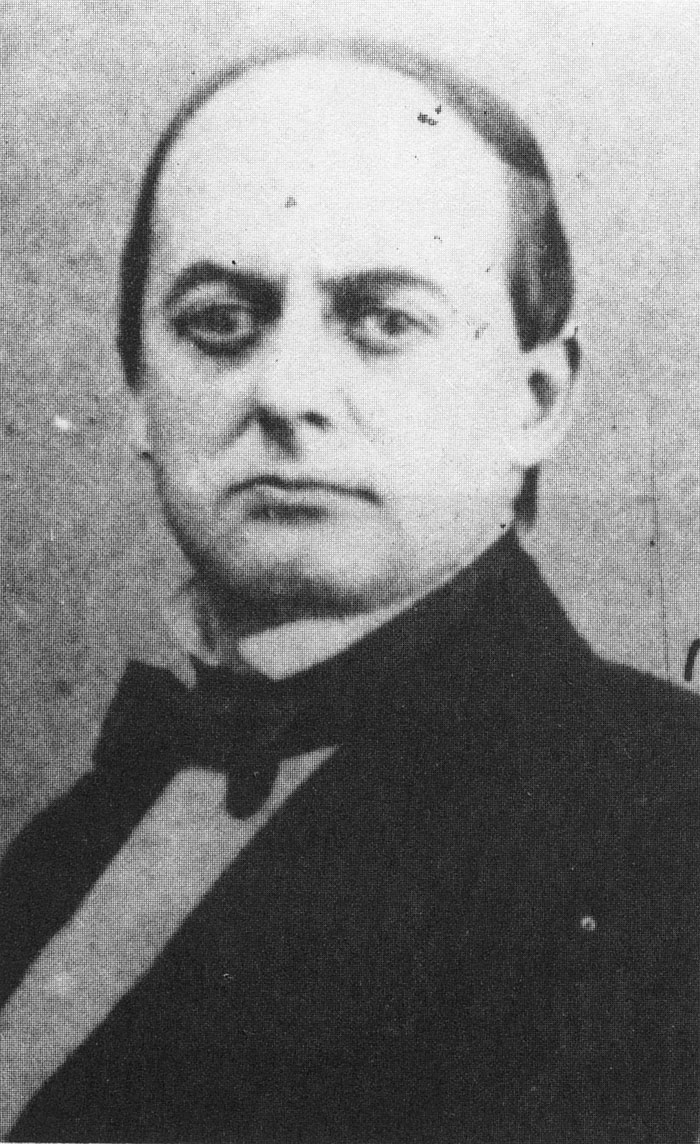
Sebastián Lerdo de Tejada promulgó la ley del 25 de septiembre de 1874.

## Contenido de la ley
Los artículos que integran esta ley son: 

1. El Estado y la Iglesia son independientes entre sí. El congreso no puede dictar leyes, estableciendo o prohibiendo religión alguna.

2. El matrimonio es un contrato civil. Este y los demás actos del estado civil de las personas, son de la exclusiva competencia de los funcionarios y autoridades del orden civil, en los términos prevenidos por las leyes, y tendrán la fuerza y validez que las mismas les atribuyan.
3. Ninguna institución religiosa puede adquirir bienes raíces ni capitales impuestos sobre éstos, con la sola excepción establecida en el artículo 27 de la Constitución.
4. La simple promesa de decir verdad y de cumplir las obligaciones que se contraen, sustituirá al juramento religioso con sus efectos y penas.

5. Nadie puede ser obligado a prestar trabajos personales sin la justa retribución y sin su pleno consentimiento. El Estado no puede permitir que se lleve a efecto ningún contrato, pacto o convenio que tenga por objeto el menoscabo, la pérdida o el irrevocable sacrificio de la libertad del hombre, ya sea por causa de trabajo, de educación o de voto religioso. la ley en consecuencia no reconoce Órdenes monásticas, ni puede permitir su establecimiento, cualquiera que sea la denominación u objeto con que pretendan erigirse. Tampoco puede admitirse convenio en que el hombre pacte su proscripción o destierro.

## Reacciones a la Ley del 25 de septiembre de 1874
Marta Eugenia García Ugarte señala que el contenido de la ley es: ”el establecimiento del matrimonio como un contrato civil, la prohibición a las instituciones religiosas de adquirir bienes raíces ni capitales impuestos sobre ellos, y la sustitución del juramento religioso por la simple promesa de decir verdad y cumplir las obligaciones.“
Cuando se elevaron a rango constitucional las Leyes de Reforma se cerró un largo proceso que transformó las relaciones Iglesia-Estado. La respuesta de la iglesia a través del arzobispo de México, Pelagio Antonio de Labastida y Dávalos, siguió conminado a los fieles católicos a no jurar las leyes, e incluso promovió el desconocimiento de la Constitución de 1857.